# Roma Jigan
Roma Jigan (russe : Рома Жиган), de son vrai nom Roman Tchoumakov, est un rappeur russe né le 8 avril 1984 à Moscou. Il a commencé sa carrière sous le pseudonyme de "Tchuma" ("La Terreur") et a gagné en popularité en s'associant au groupe B.I.M.
Roma Jigan a acquis une certaine notoriété en collaborant avec de nombreux rappeurs tels que Krec, The Keepers Lyrics, Noggano, Alex-ike et Gizo Evoracci.
Depuis 2011, Jigan officie également aux côtés de Fedor Vyatcheslavovitch dans un nouveau duo appelé "Zhi Va Ga".

## Carrière
Artiste atypique, Roman a grandi dans le quartier Brateevo à Moscou et commence de rapper à l'âge 18 ans sous le pseudonyme de « Tchuma » (qui signifie "La Terreur" ou "terrifiant") dans le duo B.I.M. qu'il formait avec V. Ferapontov avec qu'il enregistre en 2002 "Vie de chien" («Собачья жизнь»).
En 2008, il participe, au sein d'un collectif de rappeurs russes et de slaves à la sortie d'un album intitulé "G77-Family". La même année, il sort un album solo, "Joyeux anniversaire, mectons!" («С днем рождения, пацаны»).
En 2009, Roma remporte le contest hip-hop "Battle for respect" («Битва за респект») dont le prix lui avait été décerné par Vladimir Poutine, alors premier ministre.
L'année suivante, Jigan publie deux albums - Trick et Bonus.
En 2022, il sort un single intitulé « Нет Войне » (qui signifie "Pas de guerre"), faisant l'éloge de l'intervention militaire russe en Ukraine. La chanson débute par un extrait du discours prononcé par Vladimir Poutine le 24 février 2022, durant lequel il déclare le lancement de "l'opération militaire spéciale en Ukraine". La chanson se termine par un autre extrait du discours du 24 février, avant le retentissement d'une explosion.

## Démêlés judiciaires
En 2002, Roman Jigan a été condamné pour agression et incarcéré pendant trois ans et demi.
En juillet 2010, le rappeur est également poursuivis pour des faits de conduite dangereuse filmés et diffusés sur Youtube. Cette vidéo présente Jigan ainsi que d'autres participants en train de provoquer une violente altercation à l'encontre du gérant d'un hôtel de Samara (Russie). Les charges à leur encontre furent cependant abandonnées.
Le 12 décembre 2013, il est arrêté sur des soupçons de vol en bande organisée remontant à juin 2013 et placé en garde à vue pendant une durée de 48h.